# Oenas bicolor
Oenas bicolor is een keversoort uit de familie van oliekevers (Meloidae). De wetenschappelijke naam van de soort is voor het eerst geldig gepubliceerd in 1840 door Laporte.